# کوشک بالا
کوشک بالا روستایی از توابع بخش آسارا شهرستان کرج در استان البرز ایران است.

## جمعیت
این روستا در دهستان آدران قرار دارد و براساس سرشماری مرکز آمار ایران در سال ۱۳۸۵، جمعیت آن ۱۷۴ نفر (۴۵خانوار) بوده‌است.

## زبان
مردم روستای کوشک بالا از اقوام تات هستند. روستای دیگری با همین نام در الموت وجود دارد که مردم آنجا هم تات‌زبان می‌باشند.